# Eugène Albertini
Pour les articles homonymes, voir Albertini.
Eugène Albertini, né à Compiègne le 2 octobre 1880 et mort à Paris le 15 février 1941, est un enseignant en littérature latine et un historien spécialiste de l'Afrique du Nord romaine et un épigraphiste de textes latins.

## Biographie
Fils d'un professeur de collège d'origine corse, Eugène François Albertini est élève au lycée Henri-IV, où il remporte le prix de dissertation latine au concours général. Il est élève de l'École normale supérieure (1900-1903) et agrégé des lettres (1903). De 1903 à 1906, il intègre l'École française de Rome où il rédige un mémoire sur l'Histoire des travaux publics sous le règne de l’empereur Claude. De retour en France, il enseigne aux lycées de Nantes (1906-1907) et de Vesoul (1907-1909), puis rejoint l'Institut des hautes études hispaniques (1909-1912) dont il est le premier membre. Mobilisé de 1914 à 1919, il occupe la chaire de littérature latine de l'université de Fribourg en Suisse, avant de succéder en 1920 à Jérôme Carcopino comme titulaire de la chaire des Antiquités de l'Afrique à la Faculté des lettres d'Alger. Il soutient ses thèses de doctorat en 1923, la principale sur La composition dans les ouvrages philosophiques de Sénèque et la secondaire sur Les divisions administratives de l’Espagne (il était habituel de soutenir deux thèses en passant son doctorat). De 1923 à 1932, il est directeur des Antiquités de l'Algérie et collabore en cette qualité au Corpus des Inscriptions latines d'Algérie.
En 1932, il rentre en France et de 1932 à 1935, il est titulaire de la chaire de civilisation romaine au Collège de France. Mais il retourne tous les ans en Algérie pour visiter les sites de fouilles en qualité d'Inspecteur des Musées et des Antiquités en Algérie. Puis en 1936 et 1937, il est chargé du cours d'histoire romaine à la Faculté des lettres de Rio de Janeiro, nouvellement créée.
Il a publié de nombreux articles sur les Antiquités de l'Algérie dans le Bulletin archéologique du Comité des travaux historiques, les Comptes rendus de l'Académie des inscriptions et belles-lettres, le Journal des savants – où il fait paraître en 1928 une importante étude sur des actes de vente de l'époque vandale (Ve siècle) découverts dans la région de Tébessa (ces documents sont connus depuis sous le nom de Tablettes Albertini) –, la Revue africaine, le Recueil de la Société archéologique de Constantine, le Bulletin de la Société de géographie d'Oran, etc.

## Distinctions
- Croix de guerre 1914–1918
- Membre de l'Académie des inscriptions et belles-lettres (1938)[6].

## Principales publications
- Eugène Albertini, « Sculptures antiques du Conventus Tarraconensis », Anuari de l'Institut d'estudis catalans, vol. 4,‎ 1912, p. 323-474 (ISSN 1135-6960, lire en ligne).
- Eugène Albertini, L'Afrique romaine : notes prises aux conférences, Alger, Imprimerie orientale Fontana Frères, 1922 (lire en ligne).
- Eugène Albertini, La composition dans les ouvrages philosophiques de Sénèque, Paris, E. de Boccard, 1923.
- Eugène Albertini, Les divisions administratives de l'Espagne romaine, Paris, E. de Boccard, 1923.
- Eugène Albertini, L'Empire romain, Paris, F. Alcan, 1929.
- Eugène Albertini, Georges Marçais et Georges Yver, L'Afrique du Nord française dans l'histoire, Paris, Archat, 1937.